# Harmony.fm
Harmony.fm est une radio privée allemande du Land de la Hesse.

## Histoire
Harmony.fm est une nouvelle radio de la société Radio/Tele FFH GmbH & Co. Betriebs-KG qui regroupe Hit Radio FFH et Planet radio.

## Programme
Harmony.fm diffuse essentiellement des titres musicaux des années 1970 et 1980, mais aussi des années 1960 ou 1990. Elle a pour cible des auditeurs âges de 30 à 59 ans.

### Source de la traduction
- (de) Cet article est partiellement ou en totalité issu de l’article de Wikipédia en allemand intitulé « harmony.fm » (voir la liste des auteurs).